# Jens Emil Mungard
Jens Emil Mungard (Keitum, 9 februari 1885 - Sachsenhausen, 13 februari 1940) was een Friese dichter. Hij schreef meer dan 700 gedichten en zes toneelstukken. Mungard is tevens bekend geworden als Fries beweger en door zijn principiële houding tegen het nazi-regime. Mungard werd meerdere malen opgepakt en uiteindelijk in 1939 gedeporteerd naar concentratiekamp Sachsenhausen, waar hij in 1940 stierf.

## Leven
Jens Emil Mungard werd op het Noord-Friese eiland Sylt geboren als zoon van taalwetenschapper en schrijver Nann Peter Mungard. Toen hij drie jaar oud was verloor hij zijn moeder en werd vervolgens door zijn tante opgevoed. Al vroeg hield Mungard zich bezig met literatuur - vooral de lyriek - en mythologie. Zijn vader stimuleerde de literaire interesse van zijn zoon, maar de relatie tussen vader en zoon was gespannen. Vooral de bemoeizucht van zijn vader, ook in persoonlijke aangelegenheden, zorgde voor spanningen.
Toen Jens Emil Mungard in 1910 getrouwd was nam hij de boerderij van zijn vader in Keitum over. Mede door gebrek aan zakelijk talent konden Mungard en zijn vrouw zich amper in hun eigen levensonderhoud voorzien. Toen de boerderij in 1921 door brand werd vernietigd, verslechterde de situatie. Hij verloor de boerderij, scheidde van zijn vrouw, en verbrak elk contact met zijn familie. In 1934 verliet hij het eiland Sylt voor een poos.
Na de machtsovername van de nazi's in 1933 had Jens Emil Mungard de hoop dat zij de Noord-Friese cultuur zouden steunen. Al vroeg herkende Mungard het ware karakter van de nieuwe machthebber in Berlijn en begon snel openlijk oppositie te voeren tegen de nazi's. In meerdere gedichten stelde hij de ideologie en daden van het regime aan de kaak, bespotte en verafschuwde het. In 1935 werd Mungard voor de eerste keer gearresteerd. Er volgden nog meer arrestaties. Door zijn contacten met de Friezen in Nederland gold Mungard als „national unzuverlässig“ (nationaal onbetrouwbaar). In zijn arrestatiebevel van 13 juni 1936 stond: „Ihr bisheriges Verhalten rechtfertigt den dringenden Verdacht, daß Sie auch weiterhin im Ausland das Ansehen des Deutschen Reiches schwer schädigen.“ (Uw recente gedrag geeft ons de rechtvaardiging om u te verdenken van het zwaar beschadigen van het aanzien van het Duitse Rijk in het buitenland). 
In 1938 kreeg Mungard een schrijfverbod. Toen hij hier geen acht op sloeg, werd hij eind 1938 opnieuw gearresteerd en naar het concentratiekamp Sachsenhausen gebracht, waar hij begin 1940 aan de gevolgen van zijn verblijf stierf.
- Gemeinsame Normdatei: 12059076X
- International Standard Name Identifier: 0000 0000 1221 0356
- Library of Congress Control Number: n2014072416
- Nederlandse Thesaurus van Auteursnamen: 070710996
- Virtual International Authority File: 52524474
- WorldCat: E39PBJfCrYF8m89HFHK9jMKw4q